# Galsi
Il Galsi, acronimo di Gasdotto Algeria Sardegna Italia, è un progetto che mira alla realizzazione di un gasdotto destinato all'importazione di gas naturale dall'Algeria all'Italia continentale attraverso la Sardegna.

## Soci
Il Consorzio societario, costituito nel 2003 con un capitale di 10.000.000 €, è composto da:
- Sonatrach 41,6%
- Edison 20,8%
- Enel 15,6%
- SFIRS, Regione Sardegna 11,6%
- Gruppo HERA 10,4%

Dal 2007, inoltre, anche Snam Rete Gas collabora al progetto in virtù di un accordo che le ha affidato la costruzione e la gestione del tratto sardo.
Wintershall, compagnia tedesca sussidiaria del gigante della chimica BASF, è uscita  dal progetto nel febbraio 2008 dopo esserne stata socio fondatore. Le sue quote sono state vendute agli altri azionisti del consorzio.

## Tracciato e caratteristiche tecniche
Il Galsi dovrebbe essere lungo 830 km circa, di cui 270 km sarebbero su terra sarda ed i restanti 560 km offshore nel Mar Mediterraneo. Il tracciato partirebbe dalla stazione di compressione di El-Kala (Draouche) in territorio algerino approdando a Porto Botte, in Sardegna; da qui risalirebbe verso nord riprendendo il mare nei pressi della stazione di compressione di Olbia per approdare, infine, in Toscana, vicino a Piombino. Il punto di massima profondità che dovrebbe essere raggiunto, 2.824 m, ne farebbe il gasdotto più profondo mai realizzato al mondo. Il suo diametro sarebbe di 26" per il tratto offshore fra Algeria e Sardegna, di 42" sul territorio sardo e di 32" nel braccio di mare fra Sardegna e Toscana.

## Capacità
La capacità del gasdotto sarebbe di 8 miliardi di metri cubi all'anno, provenienti dal giacimento di Hassi R'Mel, che sarebbe collegato con il terminale di arrivo sulla costa algerina presso El-Kala dal gasdotto GK3 48" (in fase di realizzazione da Petrojet Egitto per i lotti 1/2 e da Saipem Contracting Algeriè per il lotto 3), lo stesso che alimenta un altro importante gasdotto diretto in Italia, il Transmed. Edison ed Enel hanno già firmato dei contratti con Sonatrach per 2 miliardi di metri cubi all'anno ciascuno a partire dall'entrata in funzione, mentre Hera ne ha contrattualizzato 1 miliardo annuo. I restanti 3 miliardi di metri cubi resterebbero a disposizione di Sonatrach che potrà commercializzarli anche tramite altri operatori.

## Critiche
Sul progetto Galsi sono state sollevate critiche da parte di comitati sardi contrari alla realizzazione del gasdotto, in particolare riguardo al forte impatto ambientale che si verrà a creare sul territorio isolano: bisognerà superare 300 fiumi e deviarne 50, attraversare 14 passaggi ferroviari e 108 strade.

## Stato del progetto
Il planning indicato nel sito ufficiale del Galsi prevede entro il 2013 il completamento della raccolta dei permessi ed autorizzazioni; mentre la decisione per la fase finale d'investimento è prevista per il 2014. Sempre il planning ufficiale aveva ancora nel dicembre 2013 in bianco le voci "costruzione" e "messa in gas".
Nel 2022 il progetto risulta ancora fermo, anche se non ufficialmente cancellato.

## Finanziamento europeo
Il Galsi fa parte dei progetti infrastrutturali in campo energetico ritenuti prioritari dall'Unione europea e riceverà un finanziamento di 120 milioni di euro nel quadro del "Programma di sostegno alla ripresa economica tramite la concessione di un sostegno finanziario comunitario a favore di progetti nel settore dell'energia", conosciuto con la sigla inglese EEPR (European Energy Programme for Recovery).

## Altri gasdotti del Mar Mediterraneo
- Greenstream
- Transmed
- TAP - Gasdotto Trans Adriatico
- Interconnettore Grecia-Italia